# مدیریت تیم
مدیریت تیم به مجموعه روش‌ها، فرایندها و ابزارهایی گفته می‌شود که در جهت هدایت تیم به سمت اهداف تعریف شده‌استفاده می‌شود. روش‌های آکادمیک معتبری جهت مدیریت تیم وجود دارد که از جمله آن‌ها می‌توان به روش Belbin Team Inventory و روش High Performing Teams اشاره کرد. بروس تاکمن در مدل توسعه تیم خود مراحل اساسی که تیم‌ها می‌بایست در چرخه حیاط خود طی نمایند را مشخص نموده‌است. وی این مراحل را Forming, Storming, Norming and Performing نامیده است.
هر چند که فعالیت‌های مربوط به مدیریت تیم جدید نیستند، اما بسیاری از ابزارهای مورد استفاده توسط مدیران تیم جدید هستند. بیش‌تر دست‌اندرکاران توسعهٔ سازمانی اغلب از تحلیل‌های مصاحبه‌محور استفاده می‌کنند و گزارش‌ها و دیدگاه‌هایی را ارائه می‌کنند که رهبران تیم‌ها و مدیریت آن‌ها، می‌توانند برای سازگاری شیوه‌های تیمی به‌منظور کارایی بهتر به کار گیرند. همچنین تیم‌ها می‌توانند از طریق فعالیت‌های تیم سازی توسعه یابند. این فعالیت‌ها به ویژه برای مدیریت تیم‌هایی که اعضا و بخش‌های تشکیل دهنده آن دارای فاصله‌های مکانی می‌باشند مفید است.